# Coleophora ortneri
Coleophora ortneri é uma espécie de mariposa do gênero Coleophora pertencente à família Coleophoridae.